# Lepanthes tecpanica
Lepanthes tecpanica är en orkidéart som beskrevs av Carlyle August Luer och Béhar. Lepanthes tecpanica ingår i släktet Lepanthes och familjen orkidéer. Inga underarter finns listade i Catalogue of Life.